# Lucile Bordes
Lucile Bordes est une écrivaine  française, née le 28 mars 1971 et originaire de La Seyne-sur-Mer, dans le département du Var.

## Biographie
Lucile Bordes entreprend des études littéraires à Nice puis à la Sorbonne. À la suite d'une thèse sur les rapports entre peinture et littérature au 17e siècle, elle devient enseignante en lycée puis à l'université.
Elle est issue d’une grande famille de marionnettistes, un univers qui inspira son premier roman, Je suis la marquise de Carabas édité en 2012. Une partie des marionnettes et décors de ses arrière-arrière-grands-parents est exposée au musée Gadagne de Lyon.

## Carrière professionnelle
Lucile Bordes écrit depuis l'enfance, mais ne souhaite alors pas en faire un métier. À la suite d'une pause dans sa vie professionnelle, elle participe à des ateliers d'écriture animés par Mireille Pochard à La Seyne-sur-Mer et se lance de nouveau dans l'écriture. Elle poursuit par une formation à l'animation d'ateliers et intervient dans des foyers d'animation populaire, des établissements scolaires et des médiathèques.
Un premier manuscrit non publié retient cependant l'attention de l'éditrice Sandrine Thévenet chez Liana Levi. En 2012, son premier roman Je suis la marquise de Carabas est édité aux Éditions Liana Levi et récompensé la même année du Prix Thyde Monnier de la Société des gens de lettres (SGDL).
Son second ouvrage Décorama est lauréat en 2015 du Prix du deuxième roman de Laval.
En 2016, dans 86, année blanche l’auteure raconte l’après catastrophe nucléaire de Tchernobyl à travers le regard de trois personnages féminins entre la France, la Russie et l'Ukraine. Ce roman est finaliste du prix Orange du livre et donne lieu à une fiction radiophonique en 10 épisodes pour l’émission « La vie moderne » sur France Culture.
En 2022 paraissent un roman, Que faire de la beauté?,aux éditions Les Avrils, et un recueil de nouvelles, Aurélie et autres femmes sans nom aux éditions Thierry Marchaisse, qui obtient le prix Placé aux Nouvelles 2023.

## Œuvre
- 2012 : Je suis la marquise de Carabas, 144 p., Éditions Liana Levi,  (ISBN 9782867466243)
- 2014 : Décorama, 160 p., Éditions Liana Levi,  (ISBN 9782867467059)
- 2016 : 86, année blanche, 144 p., Éditions Liana Levi,  (ISBN 9782867468131)
- 2022 : Que faire de la beauté ?, 176 p., Éditions Les Avrils  (ISBN 9782491521721)
- 2022 : Aurélie et autres femmes sans nom, 128 p., Éditions Thierry Marchaisse

## Prix et distinctions
- 2012 : Bourse Thyde-Monnier de la SGDL pour Je suis la marquise de Carabas
- 2012 : Prix des lecteurs de la ville de Clichy pour Je suis la marquise de Carabas
- 2015 : Prix du deuxième roman pour Décorama
- 2016 : Finaliste du Prix Orange du Livre pour 86, année blanche[11]
- 2023 : Prix Place aux Nouvelles pour Aurélie et autres femmes sans nom